# Fairy Gone
《Fairy gone》是P.A.Works推出的原創電視動畫，由鈴木健一監督，中田春彌負責角色和妖精原案，清水貴子進行角色設計，(K)NoW_NAME擔任音樂製作，電視動畫於2019年4月7日播出。

## 故事大綱
自統曆481年爆發的伊斯塔爾德統一戰爭，持續14多年，最後於496年以賽爾達王替澤斯奇亞統一，將現任澤斯奇亞皇帝推上台而告終。在戰爭中大量投入與妖精融合的「妖精兵」，在戰爭結束後只剩下17人，並隨著戰爭結束失去了利用價值。而在大量捕殺下精靈瀕臨絕種，「妖精鄉」斯納也因戰時焦土政策而遭到毀滅。
9年後（505年），出身於斯納，在地下拍賣會工作的年輕女子瑪莉亞‧諾耶爾，被捲入爭奪妖精拍賣物的衝突中；並意外認出了搶奪者為當年失散，苦苦尋找多年的同鄉維爾妮卡，但對方卻否認自己的身分。在阻止衝突當中，瑪莉亞意外被要拍賣的精靈附身，也擁有了妖精能力。事後在臥底黑手黨的政府探員弗里·安德伯邀請下，瑪莉亞加入了取締違法妖精機構「Dorothea」，開始面對並處理使用非法妖精的各種衝突。

### 劇情時間線
- 481年：

伊斯塔爾德(Eastald)統一戰爭爆發。
- 487年：

萊德拉德王國(Ledrad)軍人弗里接受手術成功，成為妖精兵。
- 491年：

雷‧道恩率領部隊燒毀妖精鄉斯納(Suna)，自此斯納成為一片焦土。瑪莉亞與維洛妮卡在逃亡時被迫分離。
萊德拉德部隊在迪普雷陷入激戰，弗雷差點喪命。
- 493年：

維洛妮卡在卡爾-奧王國(Kal-O)的都市福贊(Fuzan)陷入絕望。
- 495年：

沃爾夫蘭回到受戰火蹂躪的家鄉布蘭哈特(Branhut)，被認識的生還者告知妻子與女兒死亡的消息。
- 496年：

在賽達爾(Cidal)王戈爾巴恩‧赫爾維斯統一大陸，歸于澤斯奇亞(Zesskia)帝國，並將現任澤斯奇亞皇帝推上台，統一戰爭結束。雖然戈爾巴恩‧赫爾維斯的王位被收回，隔年(497年)卻則成為澤斯奇亞帝國首相，逐漸掌握帝國實際權力。
- 497年：

瑪莉亞的養父母過世。瑪莉亞開始四處流浪，並打聽維洛妮卡的下落。
維洛妮卡在舊卡爾-奧王國國都茨巴爾(Tsubal)暗殺該地新統治者，作為五公爵之一的雷‧道恩。卻被對方妖精能力完全壓制，被投進監獄。
- 505年：

瑪莉亞在地下拍賣會結識弗里，並見到維洛妮卡。隨後加入多蘿西婭第一分隊。

## 登場角色

### 主要角色
瑪莉亞·諾耶爾（聲：市之瀨加那）
违法妖精取缔机关“多蘿西婭”的新队员。能够不做妖精器官的移植手术就直接让妖精附体的特异体质者。
父親伊萬在其誕生的同一天爲了把妖精融合體引向更深処的森林而殤命。母親德雷莎則在誕下瑪莉亞后身亡。
雙親去世后被由爾根（雷的兄長）收養。
根據巫婆迪拉的占星術，從小就被認定為「災厄之女」，自己也深信不疑。本人也因此而一直被其他村民排斥。
因同齡的玩伴只有维罗妮卡，因此兩人的感情如親姐妹般非常要好。
故鄉在战争时被火烧毁，与總角之交维罗妮卡幸存。后因維羅妮卡在捨生引開其他士兵而成功逃亡，從此一直到處打聽維羅妮卡的下落。在得知维罗妮卡现在为了复仇而成为了暗杀者后，为阻止她而决定加入“多蘿西婭”。
逃亡途中被猎人(ヴィクトル)拯救並抚养长大，因此非常擅長使用猎枪。
平时十分爽朗率直，然而一旦牵扯到维罗妮卡就会变得意气用事。
在受到比維·里斯卡的傭兵隊襲擊時，奧茲為了保護自己而遭里斯卡殺害。事後十分自責，認為是自己帶來的厄運使奧茲損命。之後在塞爾傑開導下，感受到同伴之間守護彼此的強烈使命感，逐漸走出陰影。
弗里·安德伯（聲：前野智昭）
违法妖精取缔机关“多蘿西婭”第一部队代理队长。
邀请玛利亚加入“多蘿西婭”，经常和她一起搜查违法妖精。
大战时為舊萊德拉德的妖精兵。作为妖精兵活跃的二刀流使用者，曾與沃尔夫兰及「七騎士」之一的傑特·葛萊夫并肩作战。但傑特卻為了保護弗里而被刺死。傑特死後繼承了妖精武器「維洛斯提爾」。也是那時搭配原本的舊刀，開始使用雙刀作戰。
虽然有着生硬的一面，但也很会照顾人，受到同事的爱戴。
之後與沃爾夫蘭有數次交手。始終無法理解沃尔夫兰性格大變原由，但也意識到自己原本就對他沒有深入的認識。
維洛妮卡·索恩（聲：福原綾香）
瑪麗亞同郷的暗殺者，受所屬組織命令從拍賣會偷走《黑之精靈書》。
在大战时被火摧毁的村子里与玛利亚一起幸存了下来。
发誓要向把村子付之一炬甚至下令屠村的主谋——背叛故鄉的将军雷·道恩复仇，并成为了拥有卓越战斗技能的冷酷暗杀者。
和玛利亚同样是能够直接让妖精附身的特异体质者。
維爾法蘭·羅（聲：細谷佳正）
舊萊德拉德的妖精兵，戰力十分高強。戰爭結束後銷聲匿跡，後被發現為地下人工精靈交易的主導者。
大战时与菲力并肩作战的妖精兵。由于在战争中失去了妻儿，对一切感到绝望。在家鄉遇見某位不明人士後，成为了恐怖分子。
平时是个合理主义者，不会将感情表露出来，但在战争时会有狂热的一面。
後顯示受海布蘭茨公爵施瓦茨·迪賽指示，引發人工妖精失控，但另一方面又聽從雷·道恩的指示。第12集帶領迪賽潛入皇宮後，如同計畫般讓對方被埋伏已久的雷·道恩處決。
之後在雷·道恩遇襲時暗中保護，卻碰上打算刺殺雷的維羅妮卡。交戰後又被不明就裡的弗里以為是襲擊者而被攻擊，最後問弗里「為何而戰」而離去。
第18集突然現身搶走《黑之九》，之後揭露真正效忠的對象是艾因茨教團。戰爭結束時遇見的人即後來擔任妖精省次官，實為艾因茨教團大主教馬可·貝爾伍德。戰後的所作所為，包括先後假意聽從兩位公爵指示行動，皆是為了教團的最終目的──復活並操控「神獸」。
在瑪莉亞與弗里從斯納回總部時，截住正在城堡外遊蕩的瑪莉亞。原本欲強行帶走身為妖精附身者的瑪莉亞，自身妖精卻反倒差點被瑪莉亞「解放」。之後在弗里趕來前狼狽而逃。

### 多蘿西婭
奈恩·奧拉（聲：園崎未惠）
违法妖精取缔机关“多蘿西婭”局长兼第一部队队长。
为了和平而约束自己只完成任务的工作狂。
人称“爱涅戴伦的魔女”，大战中的英雄，七骑士之一，妖精武器“阿里阿德拉”的所有者。
克拉拉·基塞納里亞（聲：諏訪彩花）
违法妖精取缔机关“多蘿西婭”第一部队队员。
普通人，性格一丝不苟。过去战争时期曾被妖精兵奈恩救过一命，自愿接受妖精器官移植并加入“多蘿西婭”。
从操纵妖精的相性考虑，经常被安排与塞尔吉搭档，本人对此不满。
妖精“托梅利兹”
塞爾傑·托瓦（聲：中島良樹）
违法妖精取缔机关“多蘿西婭”第一部队队员。
虽然确实有着狙击的本事但个人八面玲珑且油嘴滑舌，品性有点让人遗憾，白费了好长相。
克拉拉不在的时候，就会变了个人似的认真起来。
羅伯特·蔡斯（聲：沖野晃司）
违法妖精取缔机关“多蘿西婭”第一部队队员。
奧茲·梅爾
违法妖精取缔机关“多蘿西婭”第一部队队员。
莉莉·海涅曼（聲：種﨑敦美）
「多蘿西婭」第三部隊隊長。

### 統一澤斯奇亞帝國政府
戈爾巴恩·赫爾韋斯（聲：樫井笙人）
戰時賽爾達國國王，現為統一澤斯奇亞帝國首相。
馬可·貝爾伍德（Marco Bellwood，聲：大塚芳忠）
妖精省次官，妖精書《原本》作者赫爾·S·貝爾伍德後代，掌管一切妖精事務。經常委託多羅西婭任務，並提供妖精方面的技術支援。
一直對多羅西婭大力協助，但《黑之九》外洩事件使局長奈恩開始懷疑上妖精省。
與妖精省的部下在暗中祭祀某種巨獸，目的不明。
18集古伊·卡林幹部伊傑透露，其與部下格里夫實為古老妖精神秘團體「艾因茨」一份子。19集本人在與沃爾夫蘭的對話中，更直接表明目的就是要復活「神獸」，讓眾人在恐懼中「悔過」，藉此打造美好的新世界。顯示其率領的妖精省與艾因茨教團，才是本作最大的反派。

格里夫·馬薩（Griff Mercer，聲：津田健次郎）
妖精省的審議官。馬可信任的部下。負責人工妖精失控事件及黑之妖精書相關的調查。經常給予多羅西婭相關的協助。
為人十分低調。但據傳是十分優秀的人才。後顯示是「青之妖精書」編者傑伊·B·馬薩的後代。
暗地裡與長官馬可進行神秘的祭祀活動。

### 五公爵
雷·道恩（聲：津田英三）
卡爾奧公爵，目前僅存的五公爵之一。
斯納出身，使用妖精「奪權者」（斯隆泰卡）可以瞬間鏽蝕一切金屬製品。
在大戰時率領部隊燒毀家鄉並屠村，而被維洛妮卡憎恨著。
事實上是最渴望和平的領導人。當年放火燒斯納森林屠村，是為了讓眼中的「罪惡根源」妖精絕種。現在使喚沃爾夫蘭也是為了清除和平的潛在威脅者。在危急統一澤斯奇亞的事件中，也對新帝國表現出無比的忠誠。
在首相戈爾巴恩被殺害後，危及之時交出領地與爵位，成為了代理首相。堅持盡速舉行戈爾巴恩的國葬，自己車隊卻遭到美因茨教團的襲擊，座車被比維·里斯卡集中而受重傷。後在多羅西婭的隱蔽屋外為了保護瑪莉亞與維羅，用妖精擋下格里夫的襲擊而亡。死後遺體被拖到美因茨教團的祭堂，器官被獻給「融合體」，使其進化為「神獸」。
施瓦茨·迪賽（聲：土師孝也）
海布蘭茨公爵，目前僅存的五公爵之一。
暗中指示維爾法蘭·羅，進行不為人知之事。
一直在計畫發動叛亂，為新型人工妖精失控案的背後主謀。在背後煽動泰德在終戰紀念儀式操控舊式人工妖精攻擊首相戈爾巴恩；卻在當天假意保護首相以取得首相的信任。
之後再聯合比維·里斯卡的傭兵團公開發動叛亂。故意讓帝國軍攻進海布蘭茨調虎離山，實則與威爾弗蘭一同潛入帝國首都隆達奇亞通往城堡的密道，想要控制住皇帝並除去首相戈爾巴恩。成功在望時卻突然被埋伏已久的雷·道恩擋下。最後被雷·道恩妖精武器——三叉戟「索羅利亞斯」（Sororias）刺死。
派屈克·斯塔利
維德尼亞公爵，被當作首相暗殺未遂事件的主謀逮捕，在審判之前服毒自殺。
尤安·布里茲
諾瓦公爵，大战中的英雄，七骑士之一。
因被懷疑謀反，憤而起兵，最終戰死。
烏馬爾·朱朱曼
利特洛克公爵，在大戰中曾是首相戈爾巴恩的盟友。
由於維德尼亞公爵與諾瓦公爵相繼遭到陷害，決定在被殺前掀起叛亂。但最終失敗，於統曆504年被處刑。

### 古伊·卡林
伊斯塔爾德三大黑手黨之一。
重視隱蔽，不會輕易暴露據點與組織。主要業務為地下非法物品交易，如槍枝、貴重品，以及與妖精相關的物品與文本；甚至擁有妖精原體。故事一開始即瑪莉亞在古伊·卡林的地下拍賣會工作，碰上潛伏中的弗里，又被作為商品的妖精寄生。
後面劇情顯示，組織並不嚴謹。即使同隸屬古伊·卡林也未必有從屬關係，甚至會為了利益拔刀相向。
後因為搶走《黑之九》而被多羅西婭圍剿。最後幫派幹部伊傑·索爾身亡，古伊·卡林也宣告瓦解。
帕特里西婭·波爾
古伊·卡林的成員之一，目前受雇於甜心，任務是作為處理妨礙甜心的「清潔工」。
喬納森·帕斯皮埃爾（聲：興津和幸）
伊傑·達文·索爾（聲：安元洋貴）
四大幹部之一，古伊·卡林之「目」。《白之妖精書》作者柯林·索爾的後代。《黑之妖精書》第九章文本被發現後，潛入船島的帝國海關管理樓，幾乎殺害所有警衛，強行奪走文本。
對於祖先研究成果被身為弟子的《黑之妖精書》作者克魯奇亞·阿爾巴斯托拉剽竊一事感到憤怒，要求阿爾巴斯托拉後代的達米安對此負責。
個性非常自大，自命非凡且目中無人。對於自身索爾家族血統引以為傲。認為能以一己之力控制所有妖精的力量，達成控制伊斯塔爾德大陸上統一澤斯奇亞帝國的野望。為此一直在培養妖精兵，對於犧牲大量性命視若無睹。
最後在塔內被弗里擊敗而墜落身亡。妖精武器「莫德倫」（Morterant）則被突然出現的維羅拿走。

### 無所屬
“Sweetie”比特·斯威特
妖精“斯克萊卡”

## 用語解說
妖精
妖精兵使役妖精成體的士兵
人工妖精
妖精書
伊斯塔爾德（Eastald）
大陸的東部部分，另外大陸中部為米德恩德；西部則是威斯塔爾德（Westald）
澤斯奇亞（Zesskia）
曾經統治伊斯塔爾德的大帝國，卻一度衰落並分裂。在賽爾達協助下成功再次統一大陸，之後將帝國新首都設在原萊德拉德國都隆達奇亞（Rondacia）。
舊公國
原散佈在伊斯塔爾德大陸的諸王國，後來均被納入澤斯奇亞帝國。由南往北分別是：
賽爾達（Cidal）
協助澤斯奇亞統一大陸，戰爭實際上的勝者。首都克里奧哈蘭（Crioharan）被稱為「鐵之都」。
愛涅戴倫（Ainedern）
提姆恩（Timoon）
首都伊茲哈拉特（Isharat）被稱為「塔之都」。
萊德拉德（Ledrad）
戰爭時與賽爾達陣營交戰，最後戰敗投降而亡國。弗里與維爾法蘭的曾經效忠的國家。戰爭後變成澤斯奇亞帝國的中樞，國都直接變成帝國新首都。
辛克恩朱（Siquenje）
首都林姆被稱為「水之都」。
卡爾-奧（Kal-O）
首都茨巴爾（Tsubal）為大型海港都市。戰後成為雷·道恩公爵的領地。
法那提卡（Fanatica）
首都貝特洛加被稱為「冰都」。

## 電視動畫

### 製作人員
- 原作：Five fairy scholars[2]
- 導演：鈴木健一[2]
- 系列構成・脚本：十文字青[2]
- 角色原案・妖精原案：中田春彌（日语：中田春彌）[2]
- 角色設定：清水貴子[2]
- 道具設定：宮岡真弓、村松尚雄
- 美術監督：東潤一[3]
- 美術設定：曽野由大、宮岡真弓、橋口コウジ、小木斉之
- 色彩設計：中野尚美[3]
- 攝影監督：江間常高[3]
- 3D指導：宍戸光太郎、市川元成[3]
- 編集：廣瀬清志[3]
- 音響導演：明田川仁[3]
- 音響効果：上野励（日语：上野励）[3]
- 音樂製作：東寶[2]
- 音樂：(K)NoW_NAME:Shuhei Mutsuki、(K)NoW_NAME:Makoto Miyazaki（日语：宮崎誠）
- 音樂製作人：礒部慧利
- 製作人：黒木健、前田俊博（日语：前田俊博）、大和田智之（日语：大和田智之）、渡瀨昌太、長谷川嘉範、林俊安
- 執行製作：山本輝
- 動畫製作：P.A.WORKS[2]
- 製作：Fairy Gone 製作委員会

### 主题曲
片頭曲
「KNOCK on the CORE」（第01話－第09話；第11話－第12話；第24話）
填詞：(K)NoW_NAME:AIJ，作曲、編曲：(K)NoW_NAME:Makoto Miyazaki，主唱：(K)NoW_NAME:Ayaka Tachibana&AIJ
第24話作為插入曲使用。
「STILL STANDING」（第13話－第16話；第18話；第22話－第24話）
填詞：(K)NoW_NAME:NIKIIE & AIJ，作曲、編曲：(K)NoW_NAME:Makoto Miyazaki，主唱：(K)NoW_NAME:Ayaka Tachibana&NIKIIE&AIJ
片尾曲
「Ash-like Snow」（第01話－第12話）
填詞：(K)NoW_NAME:eNu，作曲、編曲：(K)NoW_NAME:Makoto Miyazaki，主唱：(K)NoW_NAME:NIKIIE
「Stay Gold」（第13話－第24話）
填詞：(K)NoW_NAME:Genki Mizuno，作曲、編曲：(K)NoW_NAME:Makoto Miyazaki，主唱：(K)NoW_NAME:Ayaka Tachibana
插入曲
第一季
「Rodeo」（第01話）
填詞、主唱：(K)NoW_NAME:AIJ，作曲、編曲：(K)NoW_NAME:Shuhei Mutsuki，主唱：(K)NoW_NAME:AIJ
「Backtrack」（第02話）
填詞、主唱：(K)NoW_NAME:AIJ，作曲、編曲：(K)NoW_NAME:R・O・N，主唱：(K)NoW_NAME:AIJ
「Danse Dance」（第04話）
填詞：(K)NoW_NAME:AIJ，作曲、編曲：(K)NoW_NAME:Shuhei Mutsuki，主唱：(K)NoW_NAME:NIKIIE
「Forest Gleam」（第05話）
填詞：(K)NoW_NAME:Kohei by SIMONSAYZ，作曲、編曲：(K)NoW_NAME:Shuhei Mutsuki，主唱：(K)NoW_NAME:NIKIIE
「Echoes」（第08話）
填詞：(K)NoW_NAME:NIKIIE，作曲、編曲：(K)NoW_NAME:R・O・N，主唱：(K)NoW_NAME:Ayaka Tachibana
「Stampede」（第09話）
填詞：(K)NoW_NAME:AIJ，作曲、編曲：(K)NoW_NAME:R・O・N，主唱：(K)NoW_NAME:AIJ
「Blowball」（第10話）
填詞：(K)NoW_NAME:Kohei by SIMONSAYZ，作曲、編曲：(K)NoW_NAME:Shuhei Mutsuki，主唱：(K)NoW_NAME:NIKIIE
「Dandelion」（第10話）
填詞：(K)NoW_NAME:AIJ，作曲、編曲：(K)NoW_NAME:Hiromitsu Kawashima，主唱：(K)NoW_NAME:Ayaka Tachibana
「Catastrophe」（第11話）
填詞：(K)NoW_NAME:AIJ，作曲、編曲：(K)NoW_NAME:Shuhei Mutsuki，主唱：(K)NoW_NAME:AIJ
「Hertzsprung gap」（第12話）
填詞：(K)NoW_NAME:Kohei by SIMONSAYZ，作曲、編曲：(K)NoW_NAME:R・O・N，主唱：(K)NoW_NAME:Ayaka Tachibana&NIKIIE
「Gravitational Collapse」（第12話）
填詞：(K)NoW_NAME:AIJ，作曲、編曲：(K)NoW_NAME:Hiromitsu Kawashima，主唱：(K)NoW_NAME:AIJ
第二季
「Flicker」（第14話）
填詞：(K)NoW_NAME:NIKIIE，作曲、編曲：(K)NoW_NAME:Hiromitsu Kawashima，主唱：(K)NoW_NAME:Ayaka Tachibana
「Halo」（第15話）
填詞：(K)NoW_NAME:AIJ，作曲、編曲：(K)NoW_NAME:Shuhei Mutsuki，主唱：(K)NoW_NAME:AIJ
「GAME」（第16話）
填詞：(K)NoW_NAME:Kohei by SIMONSAYZ，作曲、編曲：(K)NoW_NAME:Hiromitsu Kawashima，主唱：(K)NoW_NAME:Ayaka Tachibana
「Red dog chases」（第17話）
填詞：(K)NoW_NAME:NIKIIE，作曲、編曲：(K)NoW_NAME:Shuhei Mutsuki，主唱：(K)NoW_NAME:NIKIIE
「Bring the light」（第18話）
填詞：(K)NoW_NAME:AIJ，作曲、編曲：(K)NoW_NAME:Shuhei Mutsuki，主唱：(K)NoW_NAME:AIJ
「Everlast...」（第22話）
填詞：(K)NoW_NAME:NIKIIE&AIJ，作曲、編曲：(K)NoW_NAME:Shuhei Mutsuki，主唱：(K)NoW_NAME:NIKIIE&AIJ

### 各話列表
| 話數   | 日文標題 | 中文標題                   | 編劇              | 分鏡                       | 演出                      | 作畫監督 |
| 第一季 | 第一季   | 第一季                     | 第一季            | 第一季                     | 第一季                    | 第一季 |
| ------ | -------- | -------------------------- | ----------------- | -------------------------- | ------------------------- | --- |
| 第1話  |          | 覆灰的少女                 | 十文字青 鈴木健一 | 鈴木健一 西田正義          | 上野壯大 阿部百合子       | 川面恒介、小島明日香 秋山有希、宮崎司 井上裕亮、山方春香 水野紗世、杉光登                                            |
| 第2話  |          | 狼的項圈 天鵝的羽毛        | 十文字青 鈴木健一 | 菅沼芙實彦                 | 藤井康雄                  | 山方春香、小島明日香 井上裕亮、福井麻記                                                                              |
| 第3話  |          | 貪欲的狐狸與撒謊的烏鴉     | 十文字青          | 西田正義 鈴木健一          | 松林唯人                  | 秋山有希、小笠原憂 佐藤このみ、阿部美佐緒 河野直人、井上裕亮 山方春香、小島明日香                                    |
| 第4話  |          | 性急的家政婦與任性的藝術家 | 十文字青          | 本間修                     | 本間修                    | 松川哲也、野田友美 水野紗世、宮崎司                                                                                  |
| 第5話  |          | 黑月與迷路之子的歌謠       | 十文字青          | 藤井康雄                   | 吉川志我津                | 秋山有希、井上裕亮 小島明日香、福井麻記 水野紗世、宮崎司 山方春香、森島範子 阿部美佐緒、小笠原憂                     |
| 第6話  |          | 同路人                     | 十文字青          | 福田道生                   | 上野壮大                  | 秋山有希、小島明日香 井上裕亮、山方春香 福井麻記、小笠原憂                                                           |
| 第7話  |          | 頑固的鍛冶屋和偏執的兔子   | 十文字青          | 高村彰                     | 高村彰                    | 野田友美、秋山有希 山方春香、小笠原憂 井上裕亮、福井麻記 小島明日香                                                  |
| 第8話  |          | 舞台邊的吹笛人             | 十文字青          | 西田正義                   | 藤井康雄                  | 秋山有希、山方春香 井上裕亮、小島明日香 小笠原憂、福井麻記 阿部美佐緒                                                |
| 第9話  |          | 落石與七騎士               | 十文字青          | 岡村天齋                   | 宮澤良太                  | 宮崎司、水野紗世 秋山有希、山方春香 井上裕亮、小島明日香 Park Jung Hee、Kim Young Sub Kwon Yong Sang、Jung Jin Yeong |
| 第10話 |          | 災難之子                   | 十文字青          | 福田道生                   | 大田知章                  | 秋山有希、山方春香 井上裕亮、福井麻記 小笠原憂、小島明日香 阿部美佐緒、Kim Hee Kang Kwon Yong Sang、Kim Young Sub    |
| 第11話 |          | 不請自來的樂隊             | 十文字青          | 西田正義                   | 藤井康雄、高村彰          | 秋山有希、水野紗世 宮崎司、小島明日香 山方春香、井上裕亮 小笠原憂、福井麻記 森島範子                                 |
| 第12話 |          | 無力的軍隊                 | 十文字青          | 本間修                     | 本間修                    | 秋山有希、井上裕亮 小島明日香、福井麻記 小笠原憂、阿部美佐緒                                                         |
| 第二季 |          |                            |                   |                            |                           | |
| 第13話 |          | 雨音之罪與白雪之罰         | 十文字青          | 許琮                       | 上野壮大                  | 井上裕亮、山方春香 小笠原憂、福井麻記                                                                                |
| 第14話 |          | 齒輪運轉停止之城           | 十文字青          | 福田道生                   | 宮澤良太                  | 宮崎司、小島明日香 水野紗世、秋山有希 野田友美、小笠原憂 福井麻記                                                    |
| 第15話 |          | 僻港的拔草                 | 十文字青          | 許琮                       | 吉川志我津                | 井上裕亮、山方春香 阿部美佐緒、佐藤このみ                                                                            |
| 第16話 |          | 棒腹大笑的老鷹             | 十文字青          | 西田正義 鈴木健一          | 太田知章                  | 秋山有希、小島明日香 小野和美、小笠原憂 岩崎亮、Choi Kyung-seok Lee Sung-jin                                         |
| 第17話 |          | 沙子之上的天秤             | 十文字青          | 塚田夏央                   | 藤井康雄                  | 井上裕亮、山方春香 水野紗世、宮崎司                                                                                  |
| 第18話 |          | 跳舞的老鼠與折斷的角       | 十文字青          | 藤井康雄 福田道生          | 中西基樹                  | 秋山有希、小島明日香 阿部美佐緒、小笠原憂 岩崎亮、イ・ソンジン チェ・ギョンソク                                      |
| 第19話 |          | 悲傷的聲音與黑色的書本     | 十文字青          | 高村彰                     | 高村彰                    | 井上裕亮、山方春香 野田友美、Choi Kyung-seok                                                                         |
| 第20話 |          | 起始的森林                 | 十文字青          | 宇和野歩 塚田夏央          | 宮澤良太                  | 秋山有希、山方春香 小島明日香、岩崎亮 小笠原憂                                                                       |
| 第21話 |          | 生鏽的強者與打不開的門     | 十文字青          | 福田道生                   | 、橘内諒太                | 杉光登、秋山有希 山方春香、小島明日香 井上裕亮、阿部美佐緒 小笠原憂                                                  |
| 第22話 |          | 終焉的遊行                 | 十文字青          | 高村彰 塚田夏央            | 吉川志我津、上野壮大      | 秋山有希、岩崎亮 小島明日香、杉光登 井上裕亮、山方春香 小笠原憂                                                      |
| 第23話 |          | 顯現於不醒之夢者           | 十文字青          | 福田道生 宮澤良太          | 宇和野歩、太田知章        | 小島明日香、山方春香 井上裕亮、秋山有希 杉光登、阿部美佐緒 小笠原憂、Choi Kyung-seok                                 |
| 第24話 |          | 自由的天空 相扣的十指      | 十文字青          | 鈴木健一 津田尚克 福田道生 | 鈴木健一、津田尚克 高村彰 | 小島明日香、杉光登 山方春香、小笠原憂 阿部美佐緒、森島範子 鍋田香代子                                                |

### BD / DVD
| 卷數 | 首賣日期       | 收錄集數       | 規格編號   | 規格編號   |
| 卷數 | 首賣日期       | 收錄集數       | BD版       | DVD版      |
| ---- | -------------- | -------------- | ---------- | ---------- |
| 1    | 2019年7月17日  | 第1話－第3話   | TBR-29111D | TDV-29119D |
| 2    | 2019年8月21日  | 第4話－第6話   | TBR-29112D | TDV-29120D |
| 3    | 2019年9月18日  | 第7話－第9話   | TBR-29113D | TDV-29121D |
| 4    | 2019年10月16日 | 第10話－第12話 | TBR-29114D | TDV-29122D |
| 5    | 2019年12月18日 | 第13話－第15話 | TBR-29115D | TDV-29123D |
| 6    | 2020年1月22日  | 第16話－第18話 | TBR-29116D | TDV-29124D |
| 7    | 2020年2月19日  | 第19話－第21話 | TBR-29117D | TDV-29125D |
| 8    | 2020年3月18日  | 第22話－第24話 | TBR-29118D | TDV-29126D |

## 漫画
漫畫從2019年5月號開始在『别册少年Magazine』（講談社）連載。由不二涼介作畫。
| 卷數 | 講談社       | 講談社                 |
| 卷數 | 發售日期     | ISBN                   |
| ---- | ------------ | ---------------------- |
| 1    | 2019年8月9日 | ISBN 978-4-06-516242-2 |
| 2    | 2020年1月9日 | ISBN 978-4-06-517878-2 |

## 外部連結
- 電視動畫《Fairy Gone》官網（页面存档备份，存于）（日語）
- 電視動畫《Fairy Gone》官方的X（前Twitter）（日語）